# Feredoksin:tioredoksin reduktaza
Feredoksin:tioredoksin reduktaza (EC 1.8.7.2, feredoksin:tioredoksin-reduktaza) je enzim sa sistematskim imenom feredoksin:tioredoksin disulfid oksidoreduktaza. Ovaj enzim katalizuje sledeću hemijsku reakciju:
2 redukovani feredoksin + tioredoksin disulfid {\displaystyle \rightleftharpoons } 2 oksidovani feredoksin + tioredoksin + 2 H+
Ovaj enzim sadrži [] klaster i disulfid. On formira mešoviti disulfid sa tioredoksinom na jednoj strani, dok je na drugoj strani mesto vezivanja feredoksina, što omogućava dva jednoelektronska transfera.

## Literatura
- Nicholas C. Price; Lewis Stevens (1999). Fundamentals of Enzymology: The Cell and Molecular Biology of Catalytic Proteins (Third изд.). USA: Oxford University Press. ISBN 019850229X.
- Eric J. Toone (2006). Advances in Enzymology and Related Areas of Molecular Biology, Protein Evolution (Volume 75 изд.). Wiley-Interscience. ISBN 0471205036.
- Branden C; Tooze J. Introduction to Protein Structure. New York, NY: Garland Publishing. ISBN 0-8153-2305-0.
- Irwin H. Segel. Enzyme Kinetics: Behavior and Analysis of Rapid Equilibrium and Steady-State Enzyme Systems (Book 44 изд.). Wiley Classics Library. ISBN 0471303097.
- William P. Jencks (1987). Catalysis in Chemistry and Enzymology. Dover Publications. ISBN 0486654605.

## Spoljašnje veze
- Ferredoxin:thioredoxin+reductase на 